# División de Honor femenina de balonmano 2014-15
La temporada 2014-15 de la División de Honor femenina de balonmano fue la 58.ª edición de la competición de Liga más importante para clubes femeninos de balonmano de España. Comenzó el 13 de septiembre de 2014 y finalizó el 30 de mayo de 2015.
La Real Federación Española de Balonmano fue la encargada de organizar la competición. El Balonmano Bera Bera fue el equipo que se proclamó campeón, asegurándose el título ganando a domicilio en la antepenúltima jornada al Rocasa Gran Canaria ACE.

## Equipos
| Comunidad Autónoma   | N. | Equipos                                            |
| -------------------- | -- | -------------------------------------------------- |
| País Vasco           | 2  | Balonmano Bera Bera y Prosetecnisa Zuazo           |
| Castilla y León      | 2  | Aula Cultural y Cleba León BM                      |
| Galicia              | 2  | Mecalia Atlético Guardés y BM Porriño              |
| Comunidad Valenciana | 2  | Handbol Canyamelar Valencia y Elche Mustang        |
| Andalucía            | 2  | Clínicas Rincón Málaga y Adesal Córdoba            |
| Cataluña             | 2  | KH-7 BM Granollers y Vivelafruta.com Castelldefels |
| Canarias             | 1  | Rocasa Gran Canaria ACE                            |
| Comunidad de Madrid  | 1  | Helvetia BM Alcobendas                             |

## Clasificación
|  |     | Equipos                  | Pts | PJ | G  | E | P  | GF  | GC  | Dif  |
|  | --- | ------------------------ | --- | -- | -- | - | -- | --- | --- | ---- |
|  | 1.  | Balonmano Bera Bera      | 48  | 26 | 23 | 2 | 1  | 749 | 544 | +205 |
|  | 2.  | Rocasa Gran Canaria ACE  | 45  | 26 | 22 | 1 | 3  | 821 | 612 | +209 |
|  | 3.  | Mecalia Atlético Guardés | 42  | 26 | 20 | 2 | 4  | 742 | 604 | +138 |
|  | 4.  | Helvetia BM Alcobendas   | 37  | 26 | 18 | 1 | 7  | 737 | 656 | +81  |
|  | 5.  | Elche Mustang            | 34  | 26 | 17 | 0 | 9  | 690 | 647 | +43  |
|  | 6.  | Aula Cultural            | 31  | 26 | 15 | 1 | 10 | 792 | 751 | +41  |
|  | 7.  | BM Porriño               | 22  | 26 | 10 | 2 | 14 | 706 | 715 | -9   |
|  | 8.  | Prosetecnisa Zuazo       | 21  | 26 | 10 | 1 | 15 | 735 | 785 | -50  |
|  | 9.  | Canyamelar Valencia      | 21  | 26 | 9  | 3 | 14 | 671 | 699 | -28  |
|  | 10. | Clínicas Rincón Málaga   | 20  | 26 | 10 | 0 | 16 | 666 | 766 | -100 |
|  | 11. | Cleba León BM            | 15  | 26 | 6  | 3 | 17 | 654 | 725 | -71  |
|  | 12. | KH-7 BM Granollers       | 15  | 26 | 7  | 1 | 18 | 626 | 753 | -127 |
|  | 13. | Esportiu Castelldefels   | 7   | 26 | 3  | 1 | 22 | 582 | 726 | -155 |
|  | 14. | Adesal Córdoba           | 6   | 26 | 3  | 0 | 23 | 569 | 746 | -177 |

|  | Campeón de Liga y clasificación Liga de Campeones |
|  | Clasificación EHF Cup                             |
|  | Clasificación Recopa                              |
|  | Clasificación EHF Challenge Cup                   |
|  | Descendido                                        |

## Máximas goleadoras
| Jugadora                  | País                | Goles | Equipo                  |
| ------------------------- | ------------------- | ----- | ----------------------- |
| Raquel Caño               | Bandera de España   | 191   | Cleba León BM           |
| Alicia Fernández          | Bandera de España   | 169   | Aula Cultural           |
| Patricia Alonso           | Bandera de España   | 157   | Canyamelar Valencia     |
| Davinia López             | Bandera de España   | 152   | Rocasa Gran Canaria ACE |
| Ainhoa Hernández          | Bandera de España   | 152   | Prosetecnisa Zuazo      |
| Jennifer Gutiérrez        | Bandera de España   | 148   | Clínicas Rincón Málaga  |
| Amaia González de Garibay | Bandera de España   | 143   | Aula Cultural           |
| Eli Pinedo                | Bandera de España   | 137   | Balonmano Bera Bera     |
| Sara Gil de la Vega       | Bandera de España   | 136   | Esportiu Castelldefels  |
| Soraia Lopes              | Bandera de Portugal | 134   | BM Porriño              |
| Carlota Rubio             | Bandera de España   | 131   | Adesal Córdoba          |
| Matxalen Ziarsolo         | Bandera de España   | 130   | Balonmano Bera Bera     |
| Maja Popovic              | Bandera de Croacia  | 129   | Elche Mustang           |
| María Luján               | Bandera de España   | 126   | Rocasa Gran Canaria ACE |
| Teresa Francés            | Bandera de España   | 125   | Helvetia BM Alcobendas  |